# بئر علي (اليمن)
بئر علي هي منطقة مشهورة في شرق اليمن في شبوة.